# Wilkszyn

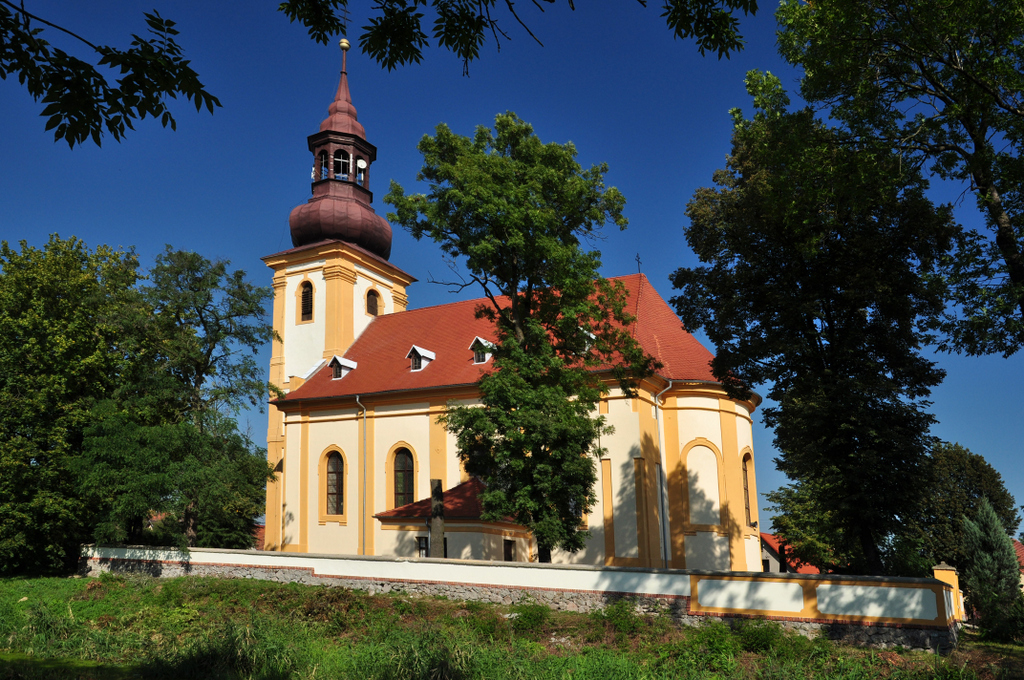
Pfarrkirche St. Laurentius

Wilkszyn (deutsch: Wilxen) ist ein Ort in der Stadt- und Landgemeinde Miękinia (Nimkau) im Powiat Średzki der Woiwodschaft Niederschlesien in Polen.

## Lage
Wilkszyn liegt ca. 15 Kilometer nordwestlich von Breslau. 
Nachbarorte sind Brzezina (Groß Bresa) im Nordwesten, Mokra (Muckerau) im Südwesten, Pisarzowice (Schreibersdorf) im Norden, Marszowice (Marschwitz) im Süden.

## Geschichte
Der Ort wurde 1175 als "Wilcxin", 1360 "Willxin", 1363 "Wilxin". Die Pfarrkirche war seit 1353 vorhanden. Nach dem Ersten Schlesischen Krieg fiel Wilxen mit dem größten Teil von Schlesien 1741/42 an Preußen. Grundherr war bis zur Säkularisation das Kloster Leubus, darauf das königliche Domänen-Rentamt Neumarkt. 1845 zählte das Dorf 73 Häuser, eine Freischoltisei, ein Lehngut, 486 Einwohner (98 evangelisch und der Rest katholisch), evangelische Kirche zu Herrnprotsch, eine katholische Pfarrkirche unter königlichem und fürstbischöflichen Patronat (eingepfarrt: Wilxen mit Elend und Schreibersdorf), eine katholische Schule mit einem Lehrer, eine Roßmühle, eine königliche Unterförsterei, elf Handwerker und sechs Händler. Zur Gemeinde gehörte das Vorwerk Elend, seit 1175 Stiftungsgut des Klosters Leubus, nach der Säkularisation ein Domänenvorwerk, erhielt 1244 das Recht zum Bieberfang. Wilxen gehörte bis 1945 zum Landkreis Neumarkt. Als Folge des Zweiten Weltkriegs fiel es 1945 mit fast ganz Schlesien an Polen. Nachfolgend wurde es in Wilkszyn umbenannt. Die deutsche Bevölkerung wurde – soweit sie nicht schon vorher geflohen war – vertrieben. Die neu angesiedelten Bewohner waren teilweise Zwangsumgesiedelte aus Ostpolen, das an die Sowjetunion gefallen war.
Von 1975 bis 1998 gehörte Wilkszyn zur Woiwodschaft Breslau.

## Sehenswürdigkeiten
- Römisch-katholische Pfarrkirche St. Laurentius